# Манащук Ростислав Богданович
Ростисла́в Богда́нович Манащу́к (1988—2011) — старший лейтенант пожежної служби України.

## З життєпису
Начальник караулу 14-ї самостійної державної пожежної частини Тернопільського районного відділу Управління МНС України в Тернопільській області, загинув 7 жовтня 2011 року при виконанні службового обов'язку, рятуючи людей:
7 жовтня 2011 року о 08:00 до оперативно-диспетчерської служби Управління МНС України в Тернопільській області надійшло повідомлення про те, що у м. Тернопіль на території приватного підприємства на вул. Текстильній, 24, на дні колодязя, глибиною 23 м, перебувають двоє людей, яким необхідна допомога. Як вдалось встановити, двоє робітників копали колодязь, один з них знепритомнів усередині, його товариш, який кинувся на допомогу, також знепритомнів. На місце події виїхав черговий караул СДПЧ-14. Рятування потерпілих очолив начальник караулу старший лейтенант служби цивільного захисту Ростислав Манащук. Не вагаючись він опустився на дно колодязя, де розпочав підіймання на поверхню людей, що були без свідомості. Вузький і глибокий колодязь вимагав від Ростислава досконалої майстерності, сміливості, непохитного самоконтролю та надзвичайної фізичної витривалості, які він проявив у повній мірі. Лише непередбачуваний та фатальний збіг обставин не дозволив йому довести розпочате спасіння людей до кінця. Таким збігом в загазованому, захаращеному та вузькому колодязі стала конструктивна недосконалість захисного апарату дихання. У важкому стані рятувальника доставлено в реанімаційне відділення Тернопільської міської комунальної лікарні № 1, де він не приходячи до свідомості помер.
Похований на батьківщині батьків у селі Ігровиця Тернопільського району.

## Вшанування
- 6 жовтня 2012 року на фасаді будинку № 6 на вулиці Карпенка у Тернополі, де проживав Ростислав, відкрито меморіальну дошку на його честь. ЇЇ встановили, за ініціативи друзів Ростислава, Тернопільської обласної молодіжної громадської організації «МОЛОДЬ» та Територіального Управління МНС у Тернопільській області.
- За мужність і героїзм,  виявлені при  рятуванні життя людей, під час виконання службового обов'язку в умовах, пов'язаних з ризиком для власного життя Ростислав Манащук посмертно нагороджений: відзнакою МНС України «За відвагу в надзвичайній ситуації» І ступеня (2012) та орденом «За спасіння життя» імені академіка Леоніда Ковальчука (2017).